# Aleurodicus magnificus
Aleurodicus magnificus là một loài côn trùng cánh nửa trong họ Aleyrodidae, phân họ Aleurodicinae.
Aleurodicus magnificus được Costa Lima miêu tả khoa học đầu tiên năm 1928.